# Capitoli di A Certain Magical Index

Copertina dell'edizione italiana del primo volume, raffigurante Index

Questa è la lista dei capitoli del manga A Certain Magical Index, scritto da Kazuma Kamachi e disegnato da Chuya Kogino. Il manga è un adattamento della serie di light novel A Certain Magical Index di Kamachi pubblicata da ASCII Media Works. Il primo capitolo del manga fu pubblicato nel numero di maggio 2007 della rivista per manga shōnen Monthly Shōnen Gangan della Square Enix, e i successivi capitoli sono serializzati mensilmente. Il primo tankōbon è stato pubblicato da Square Enix sotto l'etichetta Gangan Comics il 10 novembre 2007; la serie conta attualmente 32 tankōbon: l'ultimo è stato messo in commercio il 12 giugno 2025. In Italia il manga è pubblicato da Star Comics a partire dal 22 febbraio 2012 con periodicità bimestrale per i primi numeri, poi irregolare. La serie è distribuita anche in Nord America da Yen Press, in Francia da Ki-oon e in Cina da Kadokawa Taiwan Corporation.
L'originale serie di light novel è stata adattata anche in una serie TV anime di 24 episodi ad opera di J.C.Staff, trasmessa tra ottobre 2008 e marzo 2009. Una seconda stagione intitolata A Certain Magical Index II, anche questa prodotta da J.C.Staff, è stata trasmessa da ottobre 2010 ad aprile 2011. Una terza stagione intitolata A Certain Magical Index III prodotta dal medesimo studio delle precedenti, è andata in onda da ottobre 2018 ad aprile 2019.
I capitoli sono contenuti in volumi, ognuno con il proprio titolo giapponese, con la trascrizione in rōmaji e con il titolo dato dalla Star Comics nell'edizione italiana del manga o una traduzione non ufficiale del titolo laddove il volume non sia stato pubblicato in italiano.

## Serie principale

### Volumi 1-10
| Nº | Titolo italiano Giapponese 「Kanji」 - Rōmaji | Data di prima pubblicazione             | Data di prima pubblicazione             |
| Nº | Titolo italiano Giapponese 「Kanji」 - Rōmaji | Giapponese                              | Italiano                                |
| 1  | A Certain Magical Index 1 「とある魔術の禁書目録（インデックス） 1」 - To aru majutsu no Indekkusu 1 | 10 novembre 2007 ISBN 978-4-7575-2157-5 | 22 febbraio 2012 ISBN 978-88-6920-781-5 |
| 1  | Capitoli - 1. L'Imagine Breaker (幻想殺しの少年?, Imajin Bureikā no shōnen, lett. "Il ragazzo dell'Imagine Breaker") - 2. Il suo nome è Index (少女の字は禁書目録?, Shōjo no na wa Indekkusu, lett. "La ragazza che è chiamata Index") - 3. I maghi (魔術師?, Majutsushi, lett. "Il mago") - 4. La Luna sull'acqua (水面の月?, Minamo no tsuki, lett. "Riflesso della Luna") - 5. Fine del cancro. Direzione Occidente. (巨蟹宮の終わり 方位は西方?, Kaniza no owari, hōi wa seihō, lett. "Fine del Cancro, indicando la direzione occidentale") |                                         |                                         |
| 1  | Trama Tōma Kamijō, uno sfortunato studente esper di Livello 0 con lo strano potere di annullare tutte le abilità con la mano destra, una mattina si sveglia e trova una suora con uno strano nome, Index, appesa al balcone. Index spiega che lei proviene da Necessarius, il ramo magico della Chiesa anglicana e dice di possedere 103.000 grimori magici nella sua testa, ma Tōma è scettico su questo fatto, poiché non crede nella magia. Tuttavia, al ritorno da scuola quel giorno, trova Index gravemente ferita accanto a Stiyl Magnus, un mago che esercita il potere del fuoco. Tōma ha difficoltà a combattere contro lo spirito di fuoco di Stiyl, Innocentius, ma con l'aiuto di Index in modalità Penna di Giovanni, capisce la sua debolezza e lo sconfigge. Con Index ancora gravemente ferita, Tōma ottiene l'aiuto della sua insegnante, Komoe Tsukuyomi, per poterla curare. |                                         |                                         |
| 2  | A Certain Magical Index 2 「とある魔術の禁書目録（インデックス） 2」 - To aru majutsu no Indekkusu 2 | 10 giugno 2008 ISBN 978-4-7575-2299-2   | 24 aprile 2012 ISBN 978-88-6920-797-6   |
| 2  | Capitoli - 6. Bagliori di ombre al chiaro di luna (月下閃影?, Gekka sen'ei, lett. "Un'ombra sotto la luna") - 7. Index, l'Indice dei Libri Proibiti della Chiesa del Male Necessario (必要悪の教会の禁書目録?, Nesesariusu no Indekkusu, lett. "Index di Necessarius") - 8. Tempo scaduto (制限時間?, Rimitto, lett. "Limite") - 9. Il collare (首輪?, Kubiwa, lett. "Collana") - 10. La storia di Index, l'Indice dei Libri Proibiti, si conclude (禁書目録の少女の結末?, Kinsho mokuroku no shōjo no hatsumatsu, lett. "La fine della ragazza di Index") |                                         |                                         |
| 3  | A Certain Magical Index 3 「とある魔術の禁書目録（インデックス） 3」 - To aru majutsu no Indekkusu 3 | 22 novembre 2008 ISBN 978-4-7575-2427-9 | 21 giugno 2012 ISBN 978-88-6920-805-8   |
| 3  | Capitoli - 11. Mikoto Misaka (御坂美琴?, Misaka Mikoto) - 12. La sorella minore (妹?, Imōto) - 13. Il più forte (最強の超能力者?, Saikyō no chōnōryokusha, lett. "L'utilizzatore dei poteri più forte") - 14. Sisters (妹達?, Shisutāzu) - 15. Il rapporto (1ª parte) (報告書①?, Repōto 1) |                                         |                                         |
| 4  | A Certain Magical Index 4 「とある魔術の禁書目録（インデックス） 4」 - To aru majutsu no Indekkusu 4 | 21 marzo 2009 ISBN 978-4-7575-2512-2    | 23 agosto 2012 ISBN 978-88-6920-813-3   |
| 4  | Capitoli - 16. Il rapporto (2ª parte) (報告書②?, Repōto 2) - 17. Esperimento numero 10 032 (第10032次実験?, Dai ichiman-san-ju-ni-ji jikken) - 18. Il più debole contro il più forte (1ª parte) (最弱VS最強①?, Saijaku Bāsasu Saikyō 1) - 19. Il più debole contro il più forte (2ª parte) (最弱VS最強②?, Saijaku Bāsasu Saikyō 2) - 20. Il più debole contro il più forte (3ª parte) (最弱VS最強③?, Saijaku Bāsasu Saikyō 3) - 21. Epilogo (エピローグ?, Epirōgu) |                                         |                                         |
| 5  | A Certain Magical Index 5 「とある魔術の禁書目録（インデックス） 5」 - To aru majutsu no Indekkusu 5 | 27 ottobre 2009 ISBN 978-4-7575-2677-8  | 24 ottobre 2012 ISBN 978-88-6920-817-1  |
| 5  | Capitoli - 22. 31 agosto (8月31日?, Hachi-gatsu San-jū-ichi-nichi) - 23. Appuntamento fittizio (偽装デート?, Narikiri Dēto) - 24. Impostore (ニセモノ?, Nisemono) - 25. Oma Yamisaka (1ª parte) (闇咲逢魔 (前編)?, Yamisaka Ōma (Zenpen)) - 26. Oma Yamisaka (2ª parte) (闇咲逢魔 (後編)?, Yamisaka Ōma (Kōhen)) |                                         |                                         |
| 6  | A Certain Magical Index 6 「とある魔術の禁書目録（インデックス） 6」 - To aru majutsu no Indekkusu 6 | 22 maggio 2010 ISBN 978-4-7575-2870-3   | 20 dicembre 2012 ISBN 978-88-6920-822-5 |
| 6  | Capitoli - 27. 31 agosto (2ª parte) (8月31日②?, Hachi-gatsu San-jū-ichi-nichi 2) - 28. Comunicazione (会話?, Komyunikēshon) - 29. Il destino del più forte (『最強』の先?, Saikyō no saki) - 30. I due ricercatori (1ª parte) (二人の研究者①?, Futari no kenkyūsha 1) - 31. I due ricercatori (2ª parte) (二人の研究者②?, Futari no kenkyūsha 2) - 32. L'attivazione del virus (ウイルス発動?, Uirusu hatsudō) - 33. Welcome To Tomorrow |                                         |                                         |
| 7  | A Certain Magical Index 7 「とある魔術の禁書目録（インデックス） 7」 - To aru majutsu no Indekkusu 7 | 12 novembre 2010 ISBN 978-4-7575-3053-9 | 21 febbraio 2013 ISBN 978-88-6920-826-3 |
| 7  | Capitoli - 34. Hyoka Kazakiri (風斬氷華?, Kazakiri Hyōka) - 35. Una nuova compagna di classe (転入生?, Ten'nyūsei) - 36. Golem (石像?, Gōremu) - 37. Allegra vita da studenti (楽しいガッコー生活?, Tanoshī gakkō seikatsu) - 38. Guerra nei quartieri sotterranei (地下街の戦争?, Chikagai no sensō) |                                         |                                         |
| 8  | A Certain Magical Index 8 「とある魔術の禁書目録（インデックス） 8」 - To aru majutsu no Indekkusu 8 | 22 giugno 2011 ISBN 978-4-7575-3223-6   | 24 aprile 2013 ISBN 978-88-6920-831-7   |
| 8  | Capitoli - 39. Hyoka Kazakiri (カザキリ ヒョウカ?, Kazakiri Hyōka) - 40. Le speranza che non si possono infrangere (幻想は壊されない?, Gensō wa kowasarenai, lett. "L'illusione che non debba essere rotto") - 41. Nuovo bersaglio (新たな標的?, Arata na hyōteki) - 42. La città di nebbia (陽炎の街?, Kagerō no machi) - 43. Ellis (エリス?, Erisu) - 44. Ci vediamo domani (明日, また?, Ashita, mata) |                                         |                                         |
| 9  | A Certain Magical Index 9 「とある魔術の禁書目録（インデックス） 9」 - To aru majutsu no Indekkusu 9 | 21 gennaio 2012 ISBN 978-4-7575-3473-5  | 20 giugno 2013 ISBN 978-88-6920-834-8   |
| 9  | Capitoli - 45. Un nuovo incontro (再会?, Saikai, lett. "Incontro") - 46. Orsola, e quel che fu di lei (オルソラ その行方?, Orusora sono yukue) - 47. Rapimento (再会?, Saikai) - 48. Il Pellegrinaggio in miniatura (縮図巡礼?, Shukuzu junrei) - 49. Invasione (侵入?, Shin'nyū) - 50. Le tecniche della chiesa di Amakusa (天草式戦術?, Amakusa-shiki senjutsu) |                                         |                                         |
| 10 | A Certain Magical Index 10 「とある魔術の禁書目録（インデックス） 10」 - To aru majutsu no Indekkusu 10 | 22 agosto 2012 ISBN 978-4-7575-3689-0   | 22 agosto 2013 ISBN 978-88-6920-836-2   |
| 10 | Capitoli - 51. La Chiesa Ortodossa Romana (ローマ正教?, Rōma seikyō) - 52. Il dono più grande (最高の贈り物?, Saikō no okurimono) - 53. La croce dell'arcivescovo (最大主教の十字架?, Ākubishoppu no jūjika) - 54. Sheol Fear, la Voce della Distruzione Diabolica (魔滅の声?, Sheōru Fia) - 55. Lotus Wand, lo Scettro del Loto (蓮の杖?, Rōtasu Wando) - 56. Quadrato magico multicomposito (多重構成魔方陣?, Tajuu kōsei mahoujin) - 57. Resoconto sull'accaduto (事後報告?, Jigohōkoku) |                                         |                                         |

### Volumi 11-20
| Nº | Titolo italiano Giapponese 「Kanji」 - Rōmaji | Data di prima pubblicazione              | Data di prima pubblicazione              |
| Nº | Titolo italiano Giapponese 「Kanji」 - Rōmaji | Giapponese                               | Italiano                                 |
| 11 | A Certain Magical Index 11 「とある魔術の禁書目録（インデックス） 11」 - To aru majutsu no Indekkusu 11 | 22 febbraio 2013 ISBN 978-4-7575-3875-7  | 24 ottobre 2013 ISBN 978-88-6920-838-6   |
| 11 | Capitoli - 58. I relitti dell'incubo (悪夢の残骸?, Akumu no zangai) - 59. Move Point, Spostamento basato sulle coordinate (1ª parte) (座標移動?, Mūbu Pointo) - 60. Move Point, Spostamento basato sulle coordinate (2ª parte) (座標移動②?, Mūbu Pointo) - 61. Ventuno agosto (八月二十一日?, Hachigatsu ni juu ichi nichi) - 62. Teletrasporto VS Spostamento basato sulle coordinate (空間移動VS座標移動?, Kūkan idō VS zahyō idō) - 63. Personal Reality (自分だけの現実?, Jibun dake no genjitsu) - 64. La promessa (約束?, Yakusoku) - 65. La promessa (la seconda metà) (約束（のこり半分）?, Yakusoku (Nokori Hanbun)) |                                          |                                          |
| 12 | A Certain Magical Index 12 「とある魔術の禁書目録（インデックス） 12」 - To aru majutsu no Indekkusu 12 | 27 agosto 2013 ISBN 978-4-7575-4034-7    | 20 marzo 2014 ISBN 978-88-6920-840-9     |
| 12 | Capitoli - 66. Si alzi il sipario sul Grande Festival delle Stelle Conquistatrici (大覇星祭 開幕?, Daihaseisai kaimaku) - 67. Prima disciplina (第一種目?, Dai ichi shumoku) - 68. Seconda disciplina (第ニ種目?, Dai ni shumoku) - 69. Silent Coin (表裏の騒静?, Sairento Koin) - 70. Shorthand (速記原典?, Shōtohando) |                                          |                                          |
| 13 | A Certain Magical Index 13 「とある魔術の禁書目録（インデックス） 13」 - To aru majutsu no Indekkusu 13 | 22 febbraio 2014 ISBN 978-4-7575-4219-8  | 25 settembre 2014 ISBN 978-88-6920-842-3 |
| 13 | Capitoli - 71. Shorthand (2ª parte) (速記原典②?, Shōtohando ②) - 72. Shorthand (3ª parte) (速記原典③?, Shōtohando ③) - 73. Shorthand (4ª parte) (速記原典④?, Shōtohando ④) - 74. Lo scambio (取り引き?, Torihiki) - 75. Pausa pranzo (昼休み?, Hiruyasumi) - 76. Di nuovo all'inseguimento (追跡 再び?, Tsuiseki futatabi) - 77. Tsukebumi Tamazusa, Lettera d'Amore (付文玉章?, Tsukebumi Tamazusa) |                                          |                                          |
| 14 | A Certain Magical Index 14 「とある魔術の禁書目録（インデックス） 14」 - To aru majutsu no Indekkusu 14 | 22 ottobre 2014 ISBN 978-4-7575-4440-6   | 20 maggio 2015 ISBN 978-88-6920-362-6    |
| 14 | Capitoli - 78. Entro la parata notturna (ナイトパレードまでに?, Naito parēdo made ni) - 79. Condizioni per l'attivazione (発動条件?, Hatsudō jōken) - 80. Punto d'osservazione (天文台?, Tenmondai) - 81. Punto d'osservazione (2ª parte) (天文台②?, Tenmondai ②) - 82. Punto d'osservazione (3ª parte) (天文台③?, Tenmondai ③) - 83. Punto d'osservazione (4ª parte) (天文台④?, Tenmondai ④) - 84. Punto d'osservazione (5ª parte) (天文台⑤?, Tenmondai ⑤) - 85. Restart (リスタート?, Risutāto) |                                          |                                          |
| 15 | A Certain Magical Index 15 「とある魔術の禁書目録（インデックス） 15」 - To aru majutsu no Indekkusu 15 | 22 aprile 2015 ISBN 978-4-7575-4606-6    | 22 ottobre 2015 ISBN 978-88-6920-579-8   |
| 15 | Capitoli - 86. In viaggio in Italia! (イタリア旅行へ行こう！?, Itaria ryokō e ikou!) - 87. Orsola a Chioggia (キオッジアのオルソラ?, Kiojjia no Orusora) - 88. La flotta della regina (1ª parte) (女王艦隊①?, Joō kantai ①) - 89. La flotta della regina (2ª parte) (女王艦隊②?, Joō kantai ②) - 90. La flotta della regina (3ª parte) (女王艦隊③?, Joō kantai ③) - 91. La flotta della regina (4ª parte) (女王艦隊④?, Joō kantai ④) |                                          |                                          |
| 16 | A Certain Magical Index 16 「とある魔術の禁書目録（インデックス） 16」 - To aru majutsu no Indekkusu 16 | 21 novembre 2015 ISBN 978-4-7575-4792-6  | 26 ottobre 2016 ISBN 978-88-2260-336-4   |
| 16 | Capitoli - 92. La flotta della regina (5ª parte) (女王艦隊⑤?, Joō kantai ⑤) - 93. Il Rosario del Momento Prefissato (1ª parte) (刻限のロザリオ?, Kokugen no Rozario) - 94. Il Rosario del Momento Prefissato (2ª parte) (刻限のロザリオ②?, Kokugen no Rozario ②) - 95. Il Rosario del Momento Prefissato (3ª parte) (刻限のロザリオ③?, Kokugen no Rozario ③) - 96. La strada verso casa (それぞれの家路?, Sorezore no ieji) - 97. La penitenza di Mikoto (美琴の罰ゲーム?, Mikoto no Batsu Gēmu) |                                          |                                          |
| 17 | A Certain Magical Index 17 「とある魔術の禁書目録（インデックス） 17」 - To aru majutsu no Indekkusu 17 | 21 maggio 2016 ISBN 978-4-7575-5002-5    | 27 settembre 2017 ISBN 978-88-226-0699-0 |
| 17 | Capitoli - 98. Una nuova casa e le Sisters (新居と妹達と?, Shinkyo to Shisutāzu to) - 99. Misaka e la rivoluzione di Misaka (ミサカとミサカの革命と?, Misaka to Misaka no Kakumei to) - 100. Persone che si incontrano nei quartieri sotterranei (1ª parte) (地下街で出会う人々①?, Chikagai de Deau Hitobito ①) - 101. Persone che si incontrano nei quartieri sotterranei (2ª parte) (地下街で出会う人々②?, Chikagai de Deau Hitobito ②) - 102. Amata Kihara (1ª parte) (木原数多①?, Kihara Amata ①) - 103. Amata Kihara (2ª parte) (木原数多②?, Kihara Amata ②)                                                             |                                          |                                          |
| 18 | A Certain Magical Index 18 「とある魔術の禁書目録（インデックス） 18」 - To aru majutsu no Indekkusu 18 | 22 novembre 2016 ISBN 978-4-7575-5150-3  | 17 aprile 2019 ISBN 978-88-226-1337-0    |
| 18 | Capitoli - 104. L'intrusa (1ª parte) (侵入者?, Shin'nyū-sha) - 105. L'intrusa (2ª parte) (侵入者②?, Shin'nyū-sha ②) - 106. L'intrusa (3ª parte) (侵入者③?, Shin'nyū-sha ③) - 107. L'intrusa (4ª parte) (侵入者④?, Shin'nyū-sha ④) - 108. L'intrusa (5ª parte) (侵入者⑤?, Shin'nyū-sha ⑤) - 109. Testament (学習装置?, Tesutamento) - 110. Comparizione (顕現?, Kengen) |                                          |                                          |
| 19 | A Certain Magical Index 19 「とある魔術の禁書目録（インデックス） 19」 - To aru majutsu no Indekkusu 19 | 22 settembre 2017 ISBN 978-4-7575-5404-7 | 18 settembre 2019 ISBN 978-88-226-1532-9 |
| 19 | Capitoli - 111. L'incantesimo della punizione celeste (天罰術式?, Tenkatsu Jutsushiki) - 112. Fuse Kazakiri, l'angelo caduto (堕天使 ヒューズ＝カザキリ?, Datenshi Hyuzu Kazakiri) - 113. Limit Over (リミット・オーバー?, Rimitto Ōbā) - 114. Scienza e confutazioni (科学と反論?, Kagaku to Hanson) - 115. Dall'oscurità all'oscurità (闇から闇へ?, Yami kara yami e) - 116. Prima dell'inizio della battaglia (開戦前?, Kaisenmae) |                                          |                                          |
| 20 | A Certain Magical Index 20 「とある魔術の禁書目録（インデックス） 20」 - To aru majutsu no Indekkusu 20 | 22 gennaio 2018 ISBN 978-4-7575-5583-9   | 18 dicembre 2019 ISBN 978-88-226-1640-1  |
| 20 | Capitoli - 117. Group (1ª parte) (グループ①?, Gurūpu ①) - 118. Group (2ª parte) (グループ②?, Gurūpu ②) - 119. Il dormitorio femminile della Chiesa Puritana d'Inghilterra (イギリス清教の女子寮?, Igirisu Seikyō no Joshiryō) - 120. Misuzu Misaka (1ª parte) (御坂美鈴①?, Misaka Misuzu ①) - 121. Misuzu Misaka (2ª parte) (御坂美鈴②?, Misaka Misuzu ②) - 122. Misuzu Misaka (3ª parte) (御坂美鈴③?, Misaka Misuzu ③) |                                          |                                          |

### Volumi 21-30
| Nº | Titolo italiano Giapponese 「Kanji」 - Rōmaji | Data di prima pubblicazione              | Data di prima pubblicazione            |
| Nº | Titolo italiano Giapponese 「Kanji」 - Rōmaji | Giapponese                               | Italiano                               |
| 21 | A Certain Magical Index 21 「とある魔術の禁書目録（インデックス） 21」 - To aru majutsu no Indekkusu 21 | 21 settembre 2018 ISBN 978-4-7575-5780-2 | 21 ottobre 2020 ISBN 978-88-226-1794-1 |
| 21 | Capitoli - 123. Le pecorelle si dirigono verso la collina (子羊達は丘を目指す?, Kohitsuji-tachi wa oka wo mezasu) - 124. Il Consiglio Generale d'Amministrazione della città-studio (学園都市統括理事会?, Gakuen toshi tōkatsu rijikai) - 125. Avignone (1ª parte) (アビニョン①?, Abinyon ①) - 126. Avignone (2ª parte) (アビニョン②?, Abinyon ②) - 127. Avignone (3ª parte) (アビニョン③?, Abinyon ③) - 128. Avignone (4ª parte) (アビニョン④?, Abinyon ④) |                                          |                                        |
| 22 | A Certain Magical Index 22 「とある魔術の禁書目録（インデックス） 22」 - To aru majutsu no Indekkusu 22 | 22 marzo 2019 ISBN 978-4-7575-6048-2     | -                                      |
| 22 | Capitoli - 129. (アビニョン掃討作戦?, Abinyon sōtō sakusen) - 130. (アビニョン掃討作戦②?, Abinyon sōtō sakusen ②) - 131. (アビニョン掃討作戦③?, Abinyon sōtō sakusen ③) - 132. (アビニョン掃討作戦④?, Abinyon sōtō sakusen ④) - 133. (人材派遣?, Manejimento) - 134. (第七学区コンサートホール前広場?, Dai nana gakku Konsāto Hōru mae hiroba) - 135. (第一八学区素粒子研究所 - アイテム?, Dai jūhachi gakku soryūshi kenkyūjo - Aitemu)                    |                                          |                                        |
| 23 | A Certain Magical Index 23 「とある魔術の禁書目録（インデックス） 23」 - To aru majutsu no Indekkusu 23 | 12 novembre 2019 ISBN 978-4-7575-6337-7  | -                                      |
| 23 | Capitoli - 136. (第18学区素粒子工学研究所 - スクール?, Dai jūhachi gakku soryūshi kōgaku kenkyūjo - Sukūru) - 137. (第二三学区ターミナル駅?, Dai nijūsan gakku Tāminaru eki) - 138. (第四学区冷凍倉庫?, Dai yon gakku reitōsōko) - 139. (第一一学区倉庫街?, Dai jūichi gakku reitōsōkogai) - 140. (第一〇学区 少年院?, Dai jū gakku shōnenin) - 141. (第一〇学区 少年院②?, Dai jū gakku shōnenin ②)                                                         |                                          |                                        |
| 24 | A Certain Magical Index 24 「とある魔術の禁書目録（インデックス） 24」 - To aru majutsu no Indekkusu 24 | 12 giugno 2020 ISBN 978-4-7575-6675-0    | -                                      |
| 24 | Capitoli - 142. (第三学区"隠れ家"①?, Dai san gakku kakurega ①) - 143. (第一〇学区 少年院②?, Dai jū gakku shōnenin ②) - 144. (第三学区"隠れ家"③?, Dai san gakku kakurega ③) - 145. (第三学区 自動精製工場?, Dai san gakku jidō seisei kōjō) - 146. (第三学区 自動精製工場②?, Dai san gakku jidō seisei kōjō ②) - 147. (第七学区オープンカフェ?, Dai nana gakku Ōpun Kafe)                                                                                    |                                          |                                        |
| 25 | A Certain Magical Index 25 「とある魔術の禁書目録（インデックス） 25」 - To aru majutsu no Indekkusu 25 | 12 febbraio 2021 ISBN 978-4-7575-7086-3  | -                                      |
| 25 | Capitoli - 148. (第七学区スクランブル交差点?, Dai nana gakku sukuranburu kōsaten) - 149. (いつか、どことも知れぬ場所で?, Itsuka, doko to mo shirenu basho de) - 150. (宣告?, Senkoku) - 151. (天草式お泊まり護衛?, Amakusa-shiki otomari goei) - 152. (第二二学区?, Dai nijū'ni gakku) - 153. (襲撃?, Shūgeki) - 154. (襲撃ーその後?, Shūgeki - So no ato)                                                                                                  |                                          |                                        |
| 26 | A Certain Magical Index 26 「とある魔術の禁書目録（インデックス） 26」 - To aru majutsu no Indekkusu 26 | 12 ottobre 2021 ISBN 978-4-7575-7522-6   | -                                      |
| 26 | Capitoli - 155. (来るべき時?, Kitarubekitoki) - 156. (ウィリアム＝オルウェル?, Wiriamu Oruweru) - 157. (聖母崇拝?, Seibo sūhai) - 158. (聖人崩し?, Seijin kuzushi) - 159. (聖人崩し②?, Seijin kuzushi ②) - 160. (聖人崩し③?, Seijin kuzushi ③) - 161. (聖人崩し④?, Seijin kuzushi ④) |                                          |                                        |
| 27 | A Certain Magical Index 27 「とある魔術の禁書目録（インデックス） 27」 - To aru majutsu no Indekkusu 27 | 12 maggio 2022 ISBN 978-4-7575-7920-0    | -                                      |
| 27 | Capitoli - 162. (聖人崩し⑤?, Seijin kuzushi ⑤) - 163. (さらなる騒乱への案内人?, Saranaru sōran e no annainin) - 164. (聖なる右?, Seinaru migi) - 165. (魔術の国への直行便?, Majutsu no kuni e no chokkō-bin) - 166. (スカイバス365①?, Sukai Basu 365 ①) - 167. (スカイバス365②?, Sukai Basu 365 ②) |                                          |                                        |
| 28 | A Certain Magical Index 28 「とある魔術の禁書目録（インデックス） 28」 - To aru majutsu no Indekkusu 28 | 12 dicembre 2022 ISBN 978-4-7575-8304-7  | -                                      |
| 28 | Capitoli - 168. (作戦会議①?, Sakusen kaigi ①) - 169. (作戦会議②?, Sakusen kaigi ②) - 170. (作戦会議③?, Sakusen kaigi ③) - 171. (新たなる光①?, Arata naru hikari ①) - 172. (新たなる光②?, Arata naru hikari ②) - 173. (新たなる光③?, Arata naru hikari ③) - 174. (三つ巴の戦い?, Mitsudomoe no tatakai) |                                          |                                        |
| 29 | A Certain Magical Index 29 「とある魔術の禁書目録（インデックス） 29」 - To aru majutsu no Indekkusu 29 | 12 luglio 2023 ISBN 978-4-7575-8656-7    | -                                      |
| 29 | Capitoli - 175. (傭兵と姫君①?, Yōhei to himesama ①) - 176. (傭兵と姫君②?, Yōhei to himesama ②) - 177. (傭兵と姫君③?, Yōhei to himesama ③) - 178. (傭兵と姫君④?, Yōhei to himesama ④) - 179. (騎士と傭兵①?, Kishi to yōhei ①) - 180. (騎士と傭兵②?, Kishi to yōhei ②) - 181. (騎士と傭兵③?, Kishi to yōhei ③) |                                          |                                        |
| 30 | A Certain Magical Index 30 「とある魔術の禁書目録（インデックス） 30」 - To aru majutsu no Indekkusu 30 | 9 febbraio 2024 ISBN 978-4-7575-9046-5   | -                                      |
| 30 | Capitoli - 182. (次元切断?, Jigensetsudan) - 183. (アンダー・ザ・パレス?, Andā za Paresu) - 184. (アンダー・ザ・パレス②?, Andā za Paresu ②) - 185. (召集会議?, Shōshū kaigi) - 186. (決戦！バッキンガム宮殿①?, Kessen! Bakkingamu-kyūden ①) - 187. (決戦！バッキンガム宮殿②?, Kessen! Bakkingamu-kyūden ②) - 188. (決戦！バッキンガム宮殿③?, Kessen! Bakkingamu-kyūden ③)                                                                                   |                                          |                                        |

### Volumi 31-in corso
| Nº | Titolo italiano Giapponese 「Kanji」 - Rōmaji | Data di prima pubblicazione             | Data di prima pubblicazione |
| Nº | Titolo italiano Giapponese 「Kanji」 - Rōmaji | Giapponese                              | Italiano                    |
| 31 | A Certain Magical Index 31 「とある魔術の禁書目録（インデックス） 31」 - To aru majutsu no Indekkusu 31 | 12 novembre 2024 ISBN 978-4-7575-9509-5 | -                           |
| 31 | Capitoli - 189. (決戦！バッキンガム宮殿④?, Kessen! Bakkingamu-kyūden ④) - 190. (決戦！バッキンガム宮殿⑤?, Kessen! Bakkingamu-kyūden ⑤) - 191. (決戦！バッキンガム宮殿⑥?, Kessen! Bakkingamu-kyūden ⑥) - 192. (決戦！バッキンガム宮殿⑦?, Kessen! Bakkingamu-kyūden ⑦) - 193. (決戦！バッキンガム宮殿⑧?, Kessen! Bakkingamu-kyūden ⑧) - 194. (決戦！バッキンガム宮殿⑨?, Kessen! Bakkingamu-kyūden ⑨) - 195. (第三の腕と右手と?, Daisan no ude to migite to) - 196. (禁書目録外部制御霊装?, Indekkusu gaibu seigyo rei sō) |                                         |                             |
| 32 | A Certain Magical Index 32 「とある魔術の禁書目録（インデックス） 32」 - To aru majutsu no Indekkusu 32 | 12 giugno 2025 ISBN 978-4-7575-9888-1   | -                           |
| 32 | Capitoli - 197. (再び、『グループ 』?, Futatabi, "Gurūpu") - 198. (アイテム新生?, Aitemu shinsei) - 199. (迎電部隊?, Supāku Shigunaru) - 200. (残党狩り?, Zantōgari) - 201. (残党狩り②?, Zantōgari ②) - 202. (残党狩り③?, Zantōgari ③) |                                         |                             |

### Capitoli non ancora pubblicati in formatotankōbon
Questa lista è suscettibile di variazioni e potrebbe essere incompleta o non aggiornata.

- 203.  (第二二学区天文台?, Dai nijū'ni gakku tenmondai)
- 204.  (第三学区地下街?, Dai san gakku chikagai)
- 205.  (第二学区 潮岸の隠れ家?, Dai ni gakku shiokishi no kakurega)
- 206.  (第二学区 潮岸の隠れ家②?, Dai ni gakku shiokishi no kakurega ②)

## Storie secondarie

### A Certain Scientific Dark Matter
| Nº | Titolo italiano Giapponese 「Kanji」 - Rōmaji | Data di prima pubblicazione          | Data di prima pubblicazione |
| Nº | Titolo italiano Giapponese 「Kanji」 - Rōmaji | Giapponese                           |                             |
| 1  | A Certain Scientific Dark Matter 「とある魔術の禁書目録外伝 とある科学の未元物質」 - To aru Majutsu no Indekkusu gaiden: To aru kagaku no Dāku Matā | 26 marzo 2020 ISBN 978-4-0491-3105-5 |                             |

### A Certain Scientific Mental Out
| Nº | Titolo italiano Giapponese 「Kanji」 - Rōmaji | Data di prima pubblicazione             | Data di prima pubblicazione |
| Nº | Titolo italiano Giapponese 「Kanji」 - Rōmaji | Giapponese                              |                             |
| 1  | A Certain Scientific Mental Out 1 「とある魔術の禁書目録外伝 とある科学の心理掌握 1」 - To aru majutsu no Indekkusu gaiden: To aru kagaku no Mentaru Auto 1 | 25 febbraio 2022 ISBN 978-4-0411-2179-5 |                             |
| 1  | Capitoli - 1. (常盤台の女王?, Tokiwadai no jo'ō) - 2. (生徒会長選挙?, Seito kaichō senkyo) - 3. (目標M?, Mokuhyō M) - 4. (遺産?, Rerikku) - 5. (乙女心?, Otomekokoro) - 6. (はじめまして?, Hajimemashite) |                                         |                             |
| 2  | A Certain Scientific Mental Out 2 「とある魔術の禁書目録外伝 とある科学の心理掌握 2」 - To aru majutsu no Indekkusu gaiden: To aru kagaku no Mentaru Auto 2 | 26 gennaio 2023 ISBN 978-4-0411-2842-8  |                             |
| 2  | Capitoli - 7. (天敵?, Tenteki) - 8. (共闘?, Kyōtō) - 9. (わたしたちが死んでも?, Watashi-tachi ga shinde mo) - 10. (例外事象?, Reigaijishō (Iregyurā)) - 11. (んなワケあるか?, Nnawakearuka) - 12. (私だって?, Watashidatte) - 13. (心理掌握?, Shinri Shōaku (Mentaru Auto)) |                                         |                             |
| 3  | A Certain Scientific Mental Out 3 「とある魔術の禁書目録外伝 とある科学の心理掌握 3」 - To aru majutsu no Indekkusu gaiden: To aru kagaku no Mentaru Auto 3 | 10 gennaio 2024 ISBN 978-4-0411-4737-5  |                             |
| 3  | Capitoli - 14. (万能結晶?, Shinsesaizu Guriddo) - 15. (超電磁砲/心理掌握?, Rērugan/Mentaru Auto) - 16. (なかなかの女優でしょう？?, Nakanaka no joyūdeshō?) - 16.5. (つみぶかいアジ?, Tsumibukai aji) - 17. l (始点の結晶?, Shiten no kesshō) - 18. (緊張力のある関係?, Kinchōryoku no aru kankai) - 19. (『□□』と『回生』?, (Watashi-tachi) to kaisei) - 19.5. (サマー オブイレブン?, Samā obu Irebun) - 20. (真体?, Shintai) - 21. (嵐?, Arashi) |                                         |                             |
| 4  | A Certain Scientific Mental Out 4 「とある魔術の禁書目録外伝 とある科学の心理掌握 4」 - To aru majutsu no Indekkusu gaiden: To aru kagaku no Mentaru Auto 4 | 26 febbraio 2025 ISBN 978-4-0411-5949-1 |                             |

### To aru Anbu no Item
| Nº | Titolo italiano Giapponese 「Kanji」 - Rōmaji                             | Data di prima pubblicazione           | Data di prima pubblicazione |
| Nº | Titolo italiano Giapponese 「Kanji」 - Rōmaji                             | Giapponese                            |                             |
| 1  | To aru Anbu no Item 1 「とある暗部の少女共棲 1」 - Toaru Anbu no Aitemu 1 | 26 giugno 2024 ISBN 978-4-04-915751-2 |                             |
| 2  | To aru Anbu no Item 2 「とある暗部の少女共棲 2」 - Toaru Anbu no Aitemu 2 | 24 aprile 2025 ISBN 978-4-04-916381-0 |                             |

## Altri

### A Certain Magical Index Comic Guide
| Nº   | Titolo italiano Giapponese 「Kanji」 - Rōmaji | Data di prima pubblicazione             | Data di prima pubblicazione |
| Nº   | Titolo italiano Giapponese 「Kanji」 - Rōmaji | Giapponese                              |                             |
| 5.5  | A Certain Magical Index Comic Guide 5.5 「とある魔術の禁書目録（インデックス）コミックガイド 5.5」 - To aru majutsu no Indekkusu Komikku Gaido 5.5 | 27 ottobre 2009 ISBN 978-4-7575-2675-4  |                             |
| 5.5  | Capitoli (traduzioni letterali dei titoli) - 01. Character Profile: Tōma Kamijō, Index, Stiyl Magnus, Kaori Kanzaki, & Komoe Tsukuyomi (?) - 02. World Exploration - I - Side Science (?) - 03. World Exploration - II - Side Magic (?) - 04. Character Profile: Mikoto Misaka, Misaka's Little Sister, Accelerator, Kuroko Shirai, Pierce Aogami, Motoharu Tsuchimikado, Maika Tsuchimikado, Frog-Faced Doctor, Laura Stuart, Aztec Wizard, & Ouma Yamisaka (?) - 05. Authors Interview (?) - 06. Glossary (?) |                                         |                             |
| 11.5 | A Certain Magical Index Comic Guide 11.5 「とある魔術の禁書目録（インデックス） 11.5」 - To aru majutsu no Indekkusu Komikku Gaido 11.5 | 22 febbraio 2013 ISBN 978-4-7575-3871-9 |                             |

### To aru nichijō no Index-san
| Nº | Titolo italiano Giapponese 「Kanji」 - Rōmaji                                                        | Data di prima pubblicazione             | Data di prima pubblicazione |
| Nº | Titolo italiano Giapponese 「Kanji」 - Rōmaji                                                        | Giapponese                              |                             |
| 1  | To aru nichijō no Index-san 1 「とある日常のいんでっくすさん 1」 - To aru nichijō no Indekkusu-san 1 | 22 febbraio 2014 ISBN 978-4-7575-4220-4 |                             |
| 2  | To aru nichijō no Index-san 2 「とある日常のいんでっくすさん 2」 - To aru nichijō no Indekkusu-san 2 | 22 ottobre 2014 ISBN 978-4-7575-4441-3  |                             |
| 3  | To aru nichijō no Index-san 3 「とある日常のいんでっくすさん 3」 - To aru nichijō no Indekkusu-san 3 | 22 aprile 2015 ISBN 978-4-7575-4607-3   |                             |
| 4  | To aru nichijō no Index-san 4 「とある日常のいんでっくすさん 4」 - To aru nichijō no Indekkusu-san 4 | 21 novembre 2015 ISBN 978-4-7575-4793-3 |                             |
| 5  | To aru nichijō no Index-san 5 「とある日常のいんでっくすさん 5」 - To aru nichijō no Indekkusu-san 5 | 21 maggio 2016 ISBN 978-4-7575-5003-2   |                             |

## Crossover

### To aru majutsu no Heavy Zashiki-warashi ga kantan na satsujinki no konkatsu jijō
| Nº | Titolo italiano Giapponese 「Kanji」 - Rōmaji | Data di prima pubblicazione             | Data di prima pubblicazione |
| Nº | Titolo italiano Giapponese 「Kanji」 - Rōmaji | Giapponese                              |                             |
| 1  | To aru majutsu no Heavy Zashiki-warashi ga kantan na satsujinki no konkatsu jijō 1 「とある魔術のヘヴィーな座敷童が簡単な殺人妃の婚活事情 1」 - To aru majutsu no Hevīna Zashiki-warashi ga kantan na satsujinki no konkatsu jijō 1 | 21 novembre 2015 ISBN 978-4-7575-4794-0 |                             |
| 1  | Capitoli - 1. (上条当麻のいつも不幸から始まる異世界バトル?, Kamijō Tōma no itsumo fukō kara hajimaru isekai Batoru) - 2. (木目の大地の謎を解くへヴィーなダンジョン探索?, Mokume no daichi no nazowotoku Hevī na Danjon tansaku) - 3. (悲劇と喜劇が交差すろ男女一緒の異世界旅行?, Higeki to kigeki ga kōsa suru Danjo issho no isekai ryokō) - 4. (「半透明のロボット」に襲われる不条理な落とし物拾い?, "Hantōmei no Robotto" ni osowareru fujōrina otoshimono hiroi) - 5. (神の理が作り出すディープな異世界事情?, Kami no ri ga tsukuridasu Dīpu na isekai jijō)          |                                         |                             |
| 2  | To aru majutsu no Heavy Zashiki-warashi ga kantan na satsujinki no konkatsu jijō 2 「とある魔術のヘヴィーな座敷童が簡単な殺人妃の婚活事情 2」 - To aru majutsu no Hevīna Zashiki-warashi ga kantan na satsujinki no konkatsu jijō 2 | 22 dicembre 2015 ISBN 978-4-7575-4827-5 |                             |
| 2  | Capitoli - 6. (罪人を救おうとするヘルとヘルを救おうとする主役達の試練?, Kyūsai o negau shōjo e no kamigami no manazashi to shujinkō-tachi no ketsudan) - 7. (救済を願う少女への神々の眼差しと主人公達の決断?, Tsumibito o sukuō to suru Heru to Heru o sukuō to suru shayaku-tachi no shiren) - 8. (神と宿敵と英雄と前人未踏の怪物がせめぎ合う闘争?, Kami to shukuteki to eiyū to zenjinmitō no kaibutsu ga semegiau tōsō) - Last. (とある世界の破滅をもたらす戦いが終わりを告げる終幕事情?, Toaru sekai no hametsu wo motarasu tatakai ga owari wo tsugeru shūmaku jijō) |                                         |                             |

### To aru majutsu no Index × den'nō senki Bācharon: To aru majutsu no Bācharon
| Nº | Titolo italiano Giapponese 「Kanji」 - Rōmaji | Data di prima pubblicazione            | Data di prima pubblicazione |
| Nº | Titolo italiano Giapponese 「Kanji」 - Rōmaji | Giapponese                             |                             |
| 1  | To aru majutsu no Index × den'nō senki Bācharon: To aru majutsu no Bācharon 1 「とある魔術の禁書目録×電脳戦機バーチャロン とある魔術の電脳戦機 1」 - To aru majutsu no Indekkusu × den'nō senki Bācharon: To aru majutsu no Bācharon 1 | 10 marzo 2018 ISBN 978-4-0489-3774-0   |                             |
| 2  | To aru majutsu no Index × den'nō senki Bācharon: To aru majutsu no Bācharon 2 「とある魔術の禁書目録×電脳戦機バーチャロン とある魔術の電脳戦機 2」 - To aru majutsu no Indekkusu × den'nō senki Bācharon: To aru majutsu no Bācharon 2 | 26 ottobre 2018 ISBN 978-4-0491-2130-8 |                             |
| 3  | To aru majutsu no Index × den'nō senki Bācharon: To aru majutsu no Bācharon 3 「とある魔術の禁書目録×電脳戦機バーチャロン とある魔術の電脳戦機 3」 - To aru majutsu no Indekkusu × den'nō senki Bācharon: To aru majutsu no Bācharon 3 | 26 giugno 2019 ISBN 978-4-0491-2603-7  |                             |